# Station Twarda Góra
Station Twarda Góra is een spoorwegstation in de Poolse plaats Twarda Góra.